# Goudgrijp
Goudgrijp (Engels: Gringotts) is de tovenaarsbank in de Harry Potterboeken van Joanne Rowling. Goudgrijp wordt, samen met Zweinstein, beschouwd als de veiligste plaats om iets te bewaren. De tovenaarswereld kent in deze boeken een eigen monetair systeem.

## Munten
De betaalmiddelen in de wereld van Harry Potter zijn: de gouden galjoen, de zilveren sikkel en de bronzen knoet.

## Gebouw van Goudgrijp

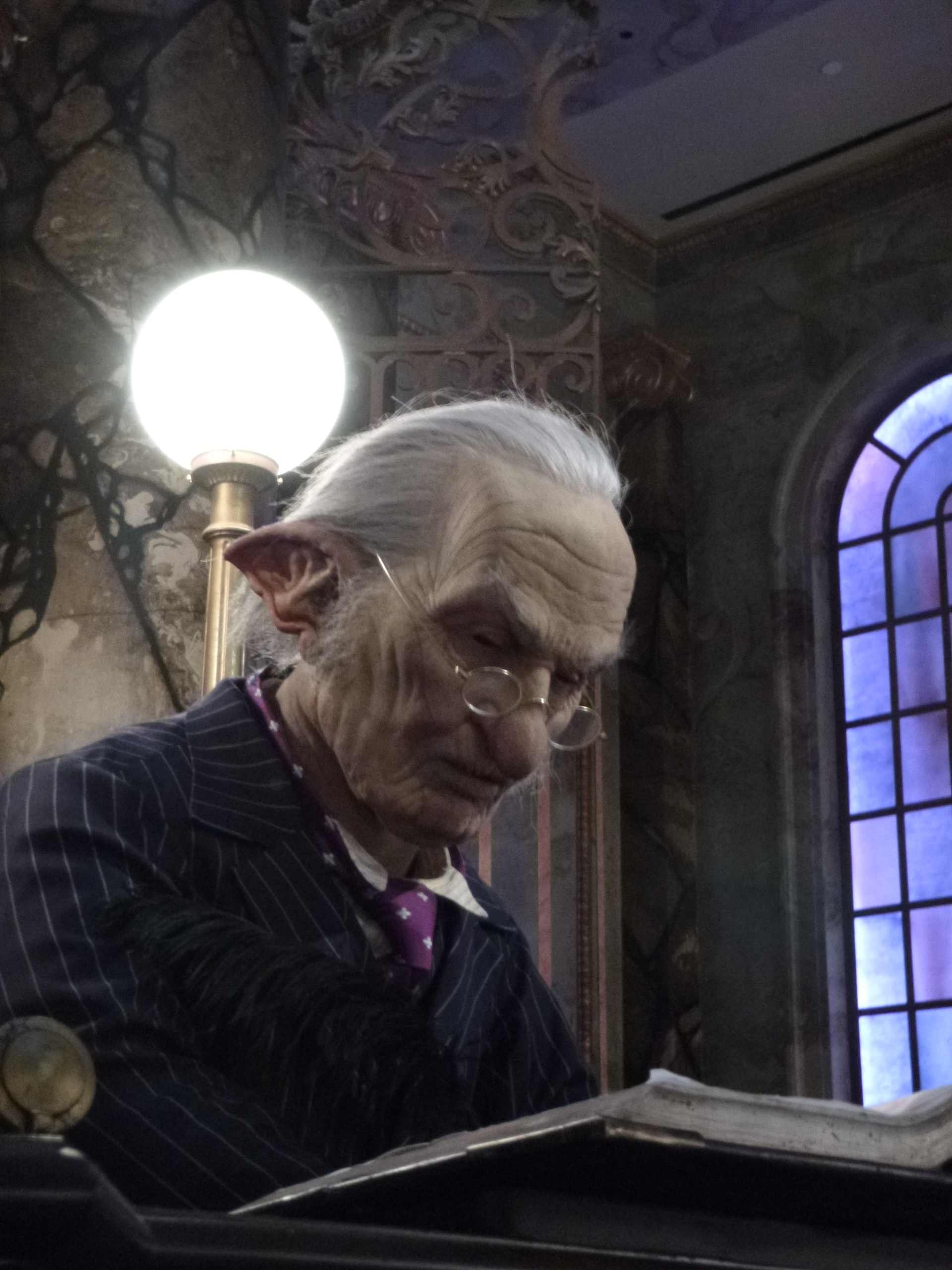
Kobold in Goudgrijp

Goudgrijp is gevestigd aan de Wegisweg, de winkelstraat met magische artikelen in Londen. Het gebouw van Goudgrijp is gemaakt van sneeuwwit marmer. De bank wordt geheel bemand en gerund door kobolden. Dit zijn bijzonder schandere wezens, waar je niet mee moet spotten. De kobolden dragen vuurrode uniformen.
Het hart van de bank is de grote marmeren zaal. Aan een lange balie zitten zo'n honderd kobolden te werken. Zij schrijven in grootboeken, wegen munten en bestuderen edelstenen. De kluizen van Goudgrijp liggen ondergronds. Wie iets uit zijn kluis wil halen, rijdt met een soort mijnkarretje naar zijn kluis. In dit ondergrondse stelsel bevindt zich onder andere een meer met stalactieten en stalagmieten.

## Activiteiten van Goudgrijp
De activiteiten van Goudgrijp zijn, voor zover bekend, de volgende:
- Het wisselen van geld. Dreuzelgeld kan worden gewisseld voor tovenaarsgeld. De kobolden proberen overigens (soms op duistere wijze) zo snel mogelijk weer van het dreuzelgeld af te komen.
- Het opslaan van geld en andere kostbaarheden. Dit gebeurt ondergronds in verschillende soorten kluizen:
  - Gewone kluizen. Deze kunnen worden geopend met een sleutel.
  - Extra beveiligde kluizen. Deze kunnen alleen worden geopend als een kobold met zijn vinger over de deur strijkt.
- Het uitgeven van munten. Elke munt wordt voorzien van het nummer van de kobold die de munt geslagen heeft.
- Het leeghalen van Egyptische graftombes. In graftombes en piramides zijn vaak schatten opgeslagen. Goudgrijp heeft speciale werknemers (vloekbrekers) die proberen de vloeken die over deze graftombes heersen te verbreken, zodat de schatten naar de bank kunnen worden overgebracht. Een van deze vloekbrekers is Bill Wemel.

## Kluisnummers

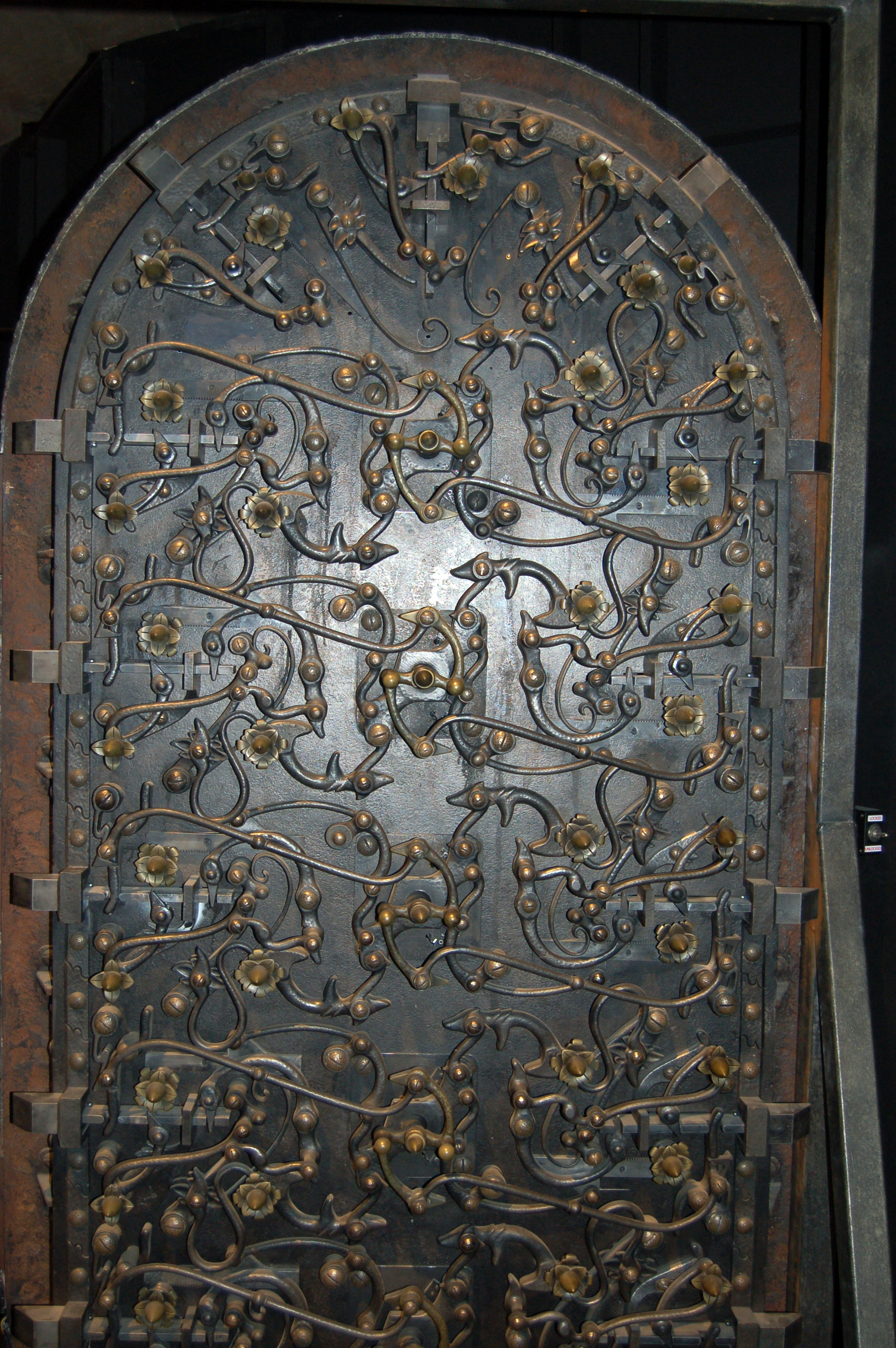
Deur van kluis 713, gezien langs de binnenkant van de kluis

Hier volgen enkele kluisnummers van Goudgrijp met hun eigenaar:
| Kluisnummer | Eigenaar                                   | Inhoud |
| ----------- | ------------------------------------------ | --- |
| Onbekend    | De familie Wemel                           | De kluis van de familie Wemel bevat slechts een paar Sikkels en één Galjoen |
| 687         | Harry Potter                               | Hierin ligt een zeer grote hoeveelheid geld die Harry heeft geërfd van zijn ouders |
| 711         | Sirius Zwarts                              | Hierin ligt in ieder geval geld, dat Harry heeft geërfd van Sirius Zwarts |
| 713         | Albus Perkamentus                          | In deze extra beveiligde kluis lag de Steen der Wijzen opgeborgen. Een Kobold kan deze kluis openen door met zijn vinger over de deur te strijken. |
| Onbekend    | De familie van Detta (Bellatrix van Detta) | Deze kluis heeft een betere bescherming dan die van kluis 713. Een draak (meer bepaald een Oekraïense IJzerbuik) bewaakt de ingang en een waterval die alle betoveringen wegspoelt, als er betoveringen zijn gedetecteerd komt er een alarm uit het karretje. in plaats van een vinger moet een Kobold zijn handpalm op de deur plaatsen om de kluis te openen. De kluis is gevuld met gouden munten en bekers, zilveren harnassen, de huiden van vreemde wezens, toverdranken, een schedel die een kroon draagt en de Beker van Huffelpuf, een van de zeven Gruzielementen van Heer Voldemort. |

## Inbraken
Goudgrijp staat bekend als een van de veiligste plaatsen in de toverwereld. Desondanks zijn er twee inbraken in Goudgrijp bekend. De eerste was op 31 juli 1991. Professor Krinkel brak toen in in kluis 713 om de Steen der Wijzen te stelen. Hagrid had die kluis echter eerder die dag al leeggehaald in opdracht van Albus Perkamentus.
De tweede inbraak verliep succesvoller. Harry Potter, Hermelien Griffel, Ron Wemel en Grijphaak (een Kobold) braken in mei 1998 in in de kluis van de familie Van Detta, waarbij Hermelien Wisseldrank had ingenomen zodat ze het uiterlijk van Bellatrix van Detta had gekregen.
Ze slaagden erin om de Beker van Huffelpuf (Gruzielement) te stelen.

## Trivia
- Bill Wemel werkt bij Goudgrijp.
- Fleur Delacour ging in Harry Potter en de Orde van de Feniks ook werken bij Goudgrijp om haar Engels te verbeteren